# Shawnee County
Shawnee County ist ein County im Bundesstaat Kansas der Vereinigten Staaten. Der Verwaltungssitz (County Seat) ist Topeka. Das U.S. Census Bureau hat bei der Volkszählung 2020 eine Einwohnerzahl von 178.909 ermittelt.

## Geographie
Das County liegt im Nordosten von Kansas, ist jeweils etwa 80 km entfernt von Nebraska im Norden und Missouri im Osten und hat eine Fläche von 1441 Quadratkilometern, wovon 17 Quadratkilometer Wasserfläche sind. Es grenzt im Uhrzeigersinn an folgende Countys: Jackson County, Jefferson County, Douglas County, Osage County, Wabaunsee County und Pottawatomie County.

## Geschichte
Shawnee County wurde am 25. August 1855 gebildet und gehört zu den ersten 33 Countys, die von der ersten Territorial-Verwaltung gebildet wurden. Benannt wurde es nach dem Indianervolk der Shawnee.
Im Shawnee County liegt eine National Historic Landmark, die Sumner Elementary School and Monroe Elementary School. Insgesamt sind 73 Bauwerke und Stätten des Countys im National Register of Historic Places eingetragen (Stand 30. August 2017).

## Demografische Daten

Alterspyramide des Shawnee Countys (Stand: 2000)

Nach der Volkszählung im Jahr 2000 lebten im Shawnee County 169.871 Menschen in 68.920 Haushalten und 44.660 Familien im Shawnee County. Die Bevölkerungsdichte betrug 119 Einwohner pro Quadratkilometer. Ethnisch betrachtet setzte sich die Bevölkerung zusammen aus 82,89 Prozent Weißen, 9,03 Prozent Afroamerikanern, 1,17 Prozent amerikanischen Ureinwohnern, 0,95 Prozent Asiaten, 0,04 Prozent Bewohnern aus dem pazifischen Inselraum und 3,20 Prozent aus anderen ethnischen Gruppen; 2,72 Prozent stammten von zwei oder mehr Ethnien ab. 7,26 Prozent der Bevölkerung waren spanischer oder lateinamerikanischer Abstammung.
Von den 68.920 Haushalten hatten 30,7 Prozent Kinder unter 18 Jahren, die mit ihnen gemeinsam lebten. 49,6 Prozent waren verheiratete, zusammenlebende Paare, 11,6 Prozent waren allein erziehende Mütter und 35,2 Prozent waren keine Familien. 29,8 Prozent aller Haushalte waren Singlehaushalte und in 10,0 Prozent lebten Menschen mit 65 Jahren oder darüber. Die Durchschnittshaushaltsgröße betrug 2,39 und die durchschnittliche Familiengröße betrug 2,98 Personen.
25,3 Prozent der Bevölkerung waren unter 18 Jahre alt. 8,8 Prozent zwischen 18 und 24 Jahre, 28,4 Prozent zwischen 25 und 44 Jahre, 23,7 Prozent zwischen 45 und 64 Jahre und 13,7 Prozent waren 65 Jahre alt oder älter. Das Durchschnittsalter betrug 37 Jahre. Auf 100 weibliche Personen kamen 93,8 männliche Personen. Auf 100 erwachsene Frauen ab 18 Jahren kamen 90,0 Männer.
Das jährliche Durchschnittseinkommen eines Haushalts betrug 40.988 USD, das Durchschnittseinkommen einer Familie betrug 51.464 USD. Männer hatten ein Durchschnittseinkommen von 35.586 USD, Frauen 26.491 USD. Das Prokopfeinkommen betrug 20.904 USD.
6,3 Prozent der Familien und 9,6 Prozent der Bevölkerung lebten unterhalb der Armutsgrenze.

## Orte im County
- Auburn
- Belmont
- Berryton
- Cullen Village
- Dover
- Elmont
- Grove
- Highland Park
- Kiro
- Mathews Park
- Menoken
- North Topeka
- Oakland
- Pauline
- Richland
- Rossville
- Silver Lake
- Spencer
- Tecumseh
- Terra Heights
- Topeka
- Valencia
- Wakarusa
- Watson
- Willard

Townships
- Auburn Township
- Dover Township
- Grove Township
- Menoken Township
- Mission Township
- Monmouth Township
- Rossville Township
- Silver Lake Township
- Soldier Township
- Tecumseh Township
- Topeka Township
- Williamsport Township